# Tîsiv, Bolehiv
Tîsiv (în ucraineană Тисів) este localitatea de reședință a comunei Tîsiv din regiunea Ivano-Frankivsk, Ucraina.

## Demografie
Componența lingvistică a localității Tîsiv
     Ucraineană (99,84%)
     Alte limbi (0,13%)
Conform recensământului din 2001, majoritatea populației localității Tîsiv era vorbitoare de ucraineană (99,84%), existând în minoritate și vorbitori de alte limbi.